# Đội tuyển bóng đá quốc gia Liechtenstein
Đội tuyển bóng đá quốc gia Liechtenstein là đội tuyển cấp quốc gia của Liechtenstein do Hiệp hội bóng đá Liechtenstein quản lý.

## Thành tích tại giải vô địch thế giới
- 1930 đến 1990 - Không tham dự
- 1994 - Bỏ cuộc
- 1998 đến 2022 - Không vượt qua vòng loại

## Thành tích tại giải vô địch châu Âu
- 1960 đến 1992 - Không tham dự
- 1996 đến 2024 - Không vượt qua vòng loại

## Thành tích tại UEFA Nations League
| Mùa giải | Hạng đấu | Bảng | Pld | W | D | L  | GF | GA | RK   |
| -------- | -------- | ---- | --- | - | - | -- | -- | -- | ---- |
| 2018–19  | D        | 4    | 6   | 1 | 1 | 4  | 7  | 12 | 52nd |
| 2020–21  | D        | 2    | 4   | 1 | 2 | 1  | 3  | 2  | 51st |
| 2022–23  | D        | 1    | 6   | 0 | 0 | 6  | 1  | 11 | 55th |
| Tổng     | Tổng     | Tổng | 16  | 2 | 3 | 11 | 11 | 25 | 51st |

## Đội hình
Đội hình dưới đây tham dự 2 trận Vòng loại giải vô địch bóng đá châu Âu 2024 gặp Bồ Đào Nha và Iceland vào ngày 23 và 26 tháng 3 năm 2023.
Số liệu thống kê tính đến ngày 26 tháng 3 năm 2023, sau trận đấu với Iceland.
| Số | VT | Cầu thủ                  | Ngày sinh (tuổi)  | Trận | Bàn | Câu lạc bộ        |
| -- | -- | ------------------------ | ----------------- | ---- | --- | ----------------- |
| 1  | TM | Benjamin Büchel          | 4 tháng 7, 1989   | 53   | 0   | Vaduz             |
| 12 | TM | Justin Ospelt            | 7 tháng 9, 1999   | 4    | 0   | Dornbirn          |
| 21 | TM | Lorenzo Lo Russo         | 8 tháng 7, 1993   | 0    | 0   | Freienbach        |
|    |    |                          |                   |      |     |                   |
| 3  | HV | Marco Wolfinger          | 18 tháng 4, 1989  | 3    | 0   | Balzers           |
| 4  | HV | Lars Traber              | 12 tháng 6, 2000  | 6    | 0   | Vaduz             |
| 6  | HV | Andreas Malin            | 31 tháng 1, 1994  | 42   | 0   | Rot-Weiß Rankweil |
| 15 | HV | Seyhan Yildiz            | 30 tháng 4, 1989  | 62   | 1   | Eschen/Mauren     |
| 20 | HV | Sandro Wolfinger         | 24 tháng 8, 1991  | 55   | 2   | Balzers           |
| 22 | HV | Martin Marxer            | 4 tháng 10, 1999  | 4    | 0   | Muri-Gümligen     |
| 23 | HV | Jens Hofer               | 1 tháng 10, 1997  | 28   | 0   | Solothurn         |
|    |    |                          |                   |      |     |                   |
| 2  | TV | Niklas Beck              | 25 tháng 3, 2001  | 10   | 0   | Eschen/Mauren     |
| 5  | TV | Simon Lüchinger          | 28 tháng 11, 2002 | 10   | 0   | Vaduz             |
| 7  | TV | Andrin Netzer            | 11 tháng 1, 2002  | 9    | 0   | Vaduz II          |
| 8  | TV | Aron Sele                | 2 tháng 9, 1996   | 46   | 0   | Chur 97           |
| 10 | TV | Sandro Wieser (captain)  | 3 tháng 2, 1993   | 55   | 2   | Vaduz             |
| 13 | TV | Jakob Lorenz             | 11 tháng 9, 2001  | 3    | 0   | Vaduz             |
| 14 | TV | Livio Meier              | 10 tháng 1, 1998  | 32   | 1   | Eschen/Mauren     |
| 16 | TV | Fabio Wolfinger          | 5 tháng 11, 1996  | 23   | 1   | Balzers           |
| 17 | TV | Noah Frommelt            | 18 tháng 12, 2000 | 21   | 0   | Kosova Zürich     |
| 18 | TV | Nicolas Hasler (captain) | 4 tháng 5, 1991   | 93   | 5   | Vaduz             |
|    |    |                          |                   |      |     |                   |
| 9  | TĐ | Noah Frick               | 16 tháng 10, 2001 | 20   | 2   | Montlingen        |
| 11 | TĐ | Ridvan Kardesoglu        | 12 tháng 10, 1996 | 10   | 0   | Nenzing           |
| 19 | TĐ | Philipp Gaßner           | 30 tháng 8, 2003  | 5    | 0   | Dornbirn          |

### Triệu tập gần đây
| Vt | Cầu thủ          | Ngày sinh (tuổi)  | Số trận | Bt | Câu lạc bộ    | Lần cuối triệu tập               |
| -- | ---------------- | ----------------- | ------- | -- | ------------- | -------------------------------- |
| TM | Thomas Hobi      | 20 tháng 6, 1993  | 5       | 0  | Balzers       | v. Latvia, 14 June 2022          |
| TM | Claudio Majer    | 23 tháng 3, 1996  | 0       | 0  | Eschen/Mauren | v. Latvia, 14 June 2022          |
|    |                  |                   |         |    |               |                                  |
| HV | Sandro Wolfinger | 24 tháng 8, 1991  | 53      | 2  | Balzers       | v. Moldova, 22 September 2022    |
| HV | Lukas Graber     | 3 tháng 5, 2001   | 5       | 0  | Eschen/Mauren | v. Moldova, 22 September 2022    |
| HV | Marco Marxer     | 2 tháng 6, 1999   | 2       | 0  | Höchst        | v. Moldova, 22 September 2022    |
| HV | Daniel Brändle   | 23 tháng 1, 1992  | 43      | 0  | SV Pullach    | v. Latvia, 14 June 2022          |
| HV | Roman Spirig     | 7 tháng 1, 1998   | 5       | 0  | Chur 97       | v. Quần đảo Faroe, 29 March 2022 |
|    |                  |                   |         |    |               |                                  |
| TV | Andrin Netzer    | 11 tháng 1, 2002  | 8       | 0  | Vaduz II      | v. Moldova, 22 September 2022    |
| TV | Nicola Kollmann  | 23 tháng 11, 1994 | 6       | 0  | Ruggell       | v. Latvia, 14 June 2022          |
| TV | Noah Graber      | 3 tháng 5, 2001   | 1       | 0  | Vaduz II      | v. Latvia, 14 June 2022          |
|    |                  |                   |         |    |               |                                  |
| TĐ | Yanik Frick      | 27 tháng 5, 1998  | 30      | 3  | Montlingen    | v. Latvia, 14 June 2022          |
| TĐ | Philipp Ospelt   | 7 tháng 10, 1992  | 17      | 0  | Ruggell       | v. Latvia, 14 June 2022          |